# Kunice (Basse-Silésie)
Pour les articles homonymes, voir Kunice.
Kunice est une localité polonaise, siège de la gmina de Kunice, située dans le powiat de Legnica en voïvodie de Basse-Silésie.

## Histoire
De 1742 à 1945, Kunitz fait partie de l'arrondissement de Liegnitz dans le district de Liegnitz au sein de la province de Silésie